# District de Megantoni
Au Pérou, le district de Megantoni est l’un des dix-huit districts de la province de La Convención située dans le département de Cusco.